# Phumelela
Phumelela es un municipio local sudafricano situado en el distrito de Thabo Mofutsanyana, en la provincia de Estado Libre.

## Superficie
Phumelela tiene una superficie de 8197 km².

## Demografía
En 2022, tenía 52 224 habitantes, una densidad poblacional de 6,37 hab./km², y 15 605 viviendas.